# عبد الله الحربي (لاعب كرة قدم مواليد 1993)
عبد الله عبد الحميد الحربي مواليد 9 أكتوبر 1993 في، السعودية، هو لاعب كرة قدم سعودي يلعب في نادي الحائط.

## مسيرة اللاعب
لعب في نادي الحزم ونادي طويق ونادي اللواء ونادي الإنطلاق ونادي الحائط.

## روابط خارجية
- عبد الله عبد الحميد الحربي على موقع Soccerway.com (الإنجليزية)